# Goniothalamus griffithii
Goniothalamus griffithii Hook.f. & Thomson – gatunek rośliny z rodziny flaszowcowatych (Annonaceae Juss.). Występuje naturalnie w Indiach, Mjanmie, Tajlandii oraz południowych Chinach (w południowej części prowincji Junnan). 

## Morfologia
PokrójZimozielone drzewo dorastające do 8 m wysokości. Młode pędy są owłosione.
LiścieMają podłużny kształt. Mierzą 20–32 cm długości oraz 5,5–8,5 cm szerokości. Nasada liścia jest od zaokrąglonej do klinowej. Blaszka liściowa jest o wierzchołku od tępego do krótko spiczastego. Ogonek liściowy jest nagi i dorasta do 7–15 mm długości.
KwiatySą pojedyncze, rozwijają się w kątach pędów. Działki kielicha mają owalny kształt i dorastają do 20–25 mm długości. Płatki zewnętrzne mają podłużnie lancetowaty kształt, są owłosione i osiągają do 65 mm długości, natomiast wewnętrzne są podłużnie owalne i mierzą 20 mm długości. Kwiaty mają owłosione owocolistki o podłużnym kształcie.
OwocePojedyncze mają jajowaty kształt, zebrane w owoc zbiorowy. Są owłosione, osadzone na krótkich szypułkach. Osiągają 15 mm długości i 8 mm szerokości.

## Biologia i ekologia
Rośnie w lasach. Występuje na wysokości od 800 do 1500 m n.p.m. Kwitnie od marca do sierpnia, natomiast owoce pojawiają się od sierpnia do listopada.